# ガストロジゲニン
ガストロジゲニン（英語: Gastrodigenin）は、オニノヤガラ (Gastrodia elata) の根茎で見られるフェノール性化合物である。
ガストロジンは、ガストロジゲニンのグルコシドである。